# Gemmabryum
Gemmabryum là một chi rêu trong họ Bryaceae.